# Fahn (Einheit)
Fahn, auch Fen oder Fan, war eine Längen- und Masseneinheit in der Region Cochinchina, dem heutigen südlichen Vietnam und einigen östlichen Regionen von Kambodscha und gilt mit diesen Werten als annamesisches Maß.

## Masseneinheit
- 1 Fahn = 10 Li = 100 Hao = 1000 Hot = 0,3905 Gramm

## Längeneinheit
- 1 Fahn = 1/100 Thuok = 10 Li = 0,639 Zentimeter